# Religia w Togo

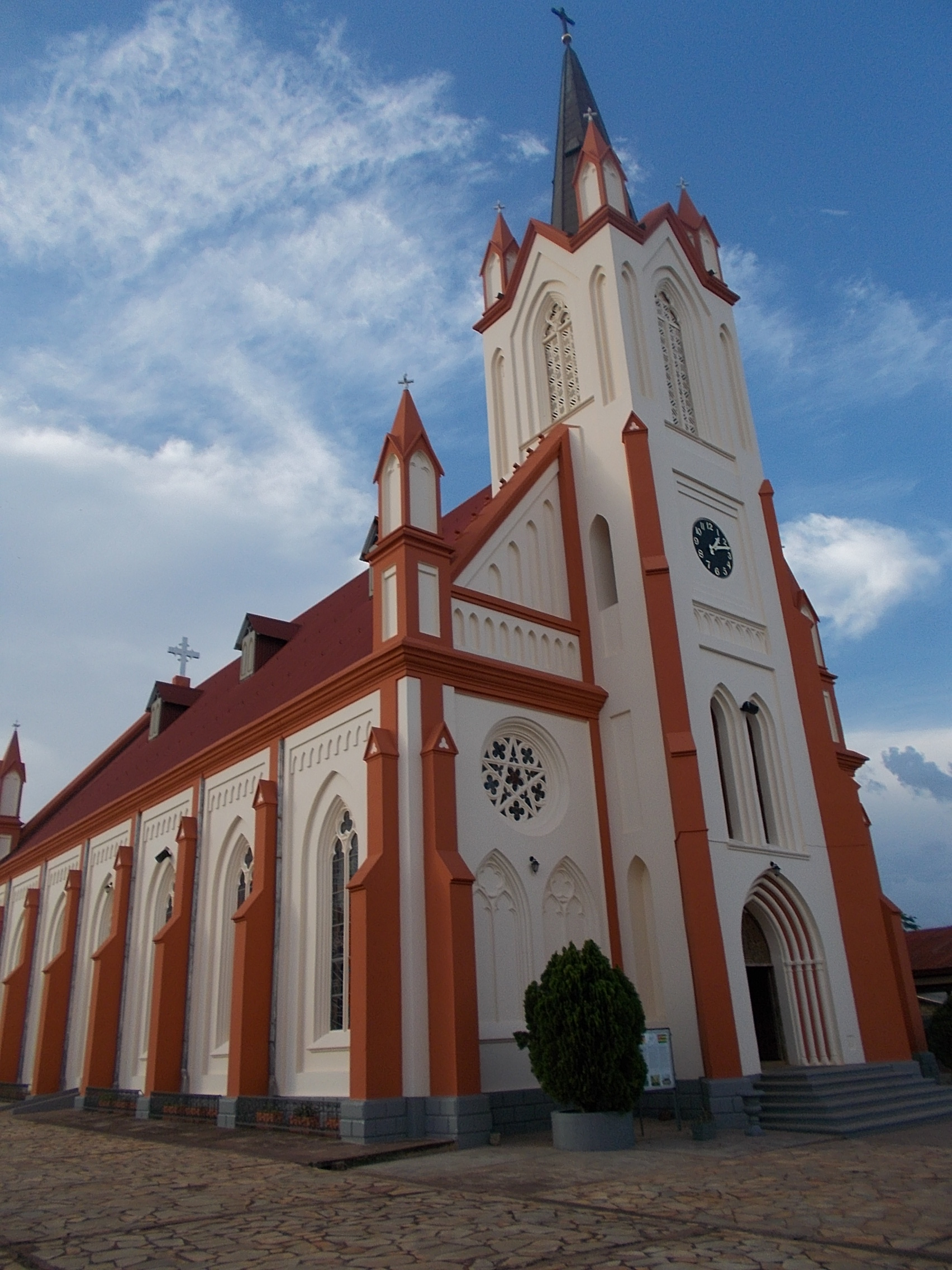
Katolicka Katedra Ducha Świętego w Kpalimé.

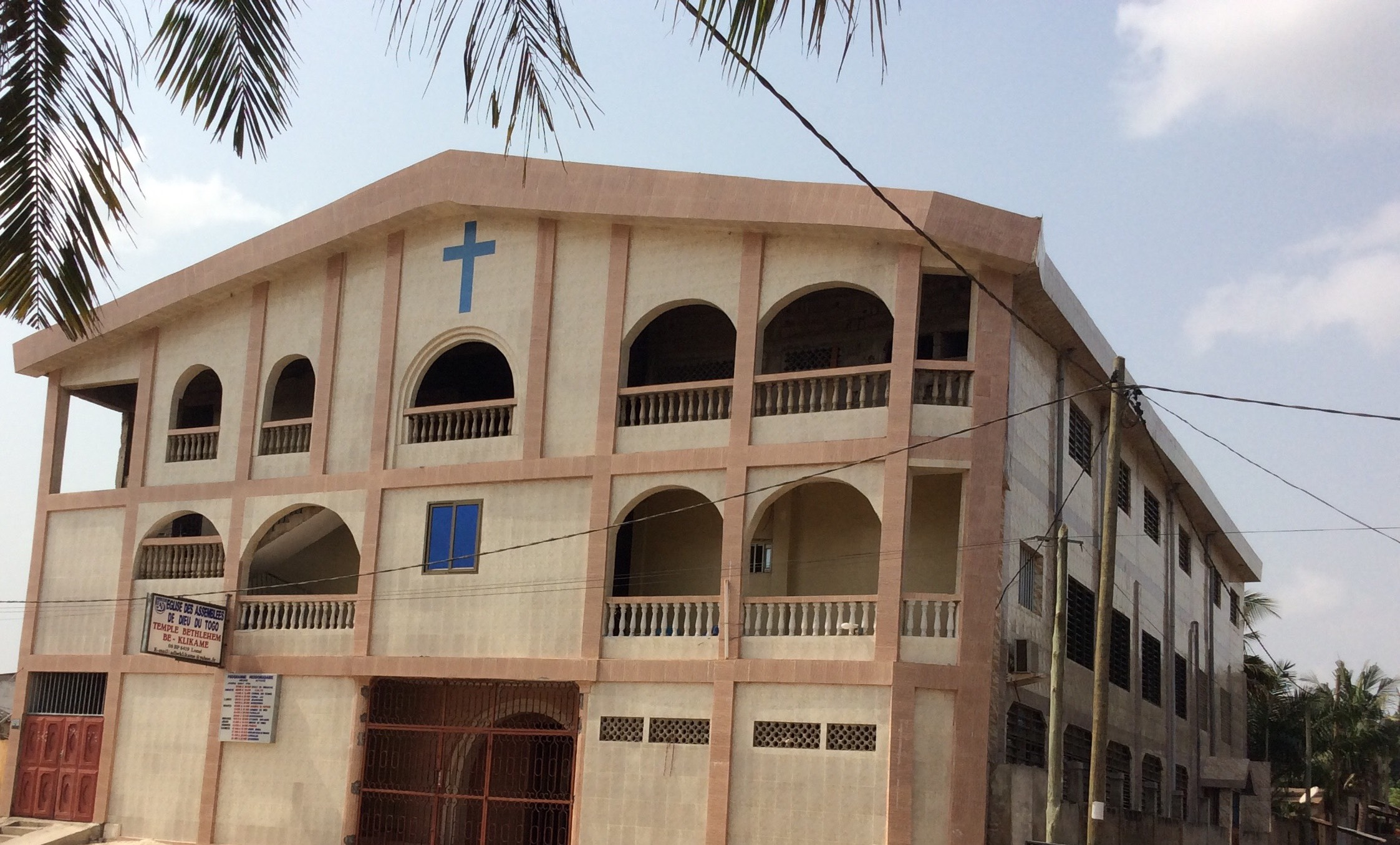
Budynek Zborów Bożych w Lomé

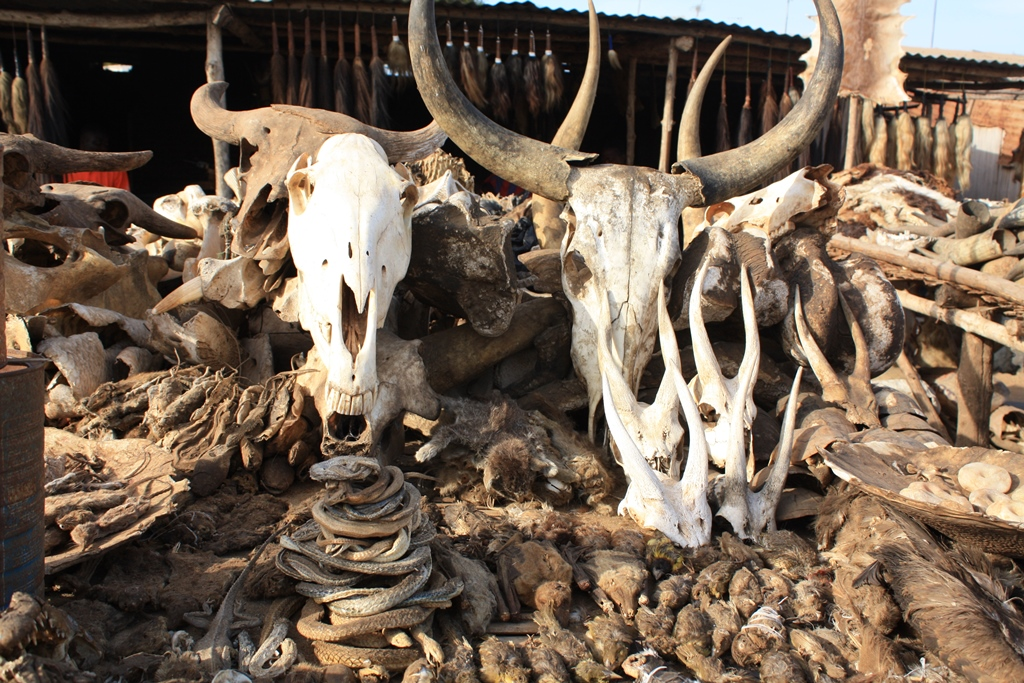
Market z akcesoriami vodoo w Lome

Religia w Togo – tworzona jest głównie przez chrześcijaństwo (katolicyzm – 26,4% i protestantyzm – 17,1%), tradycyjne religie plemienne (35,6%), oraz islam (14%). Wśród wyznawców tradycyjnych religii plemiennych dominuje kult voodoo. Wiele osób, które nominalnie identyfikują się jako chrześcijanie lub muzułmanie praktykują również tradycyjne, lokalne wierzenia religijne.
Konstytucja Togo i inne ustawy gwarantują wolność religijną, a rząd na ogół przestrzega tych ustanowień. Większość muzułmanów mieszka w centralnych i północnych regionach kraju, podczas gdy chrześcijanie przeważają głównie w południowych regionach.
Rząd uznaje siedem chrześcijańskich i dwa dni muzułmańskie, jako święta narodowe. Do tych świąt należą: Nowy Rok, Poniedziałek Wielkanocny, Wniebowstąpienie, Dzień Zesłania Ducha Świętego, Wniebowstąpienie, Dzień Wszystkich Świętych, Boże Narodzenie, Tabaski i Eid al-Fitr (Ramadan).
Misje katolickie rozpoczęte zostały w Togo pod koniec XVI wieku, a dziś ponad połowa chrześcijan należy do Kościoła katolickiego. Największe denominacje protestanckie to Kościół Ewangelicko-Prezbiteriański (kalwini) i Zbory Boże (zielonoświątkowcy).

## Dane statystyczne
Statystyki na 2010 rok, według książki Operation World, kiedy ludność Togo wynosiła 6,78 mln:
| Religie/kościoły                                       | Liczba wiernych | Procent ludności |
| ------------------------------------------------------ | --------------- | ---------------- |
| Animizm                                                | 2,5 mln         | 36,9%            |
| Kościół katolicki                                      | 1 715 tys.      | 25,3%            |
| Islam                                                  | 1 186 505       | 17,5%            |
| Kościół Ewangelicko-Prezbiteriański w Togo (kalwinizm) | 390 tys.        | 5,8%             |
| Federacja Ewangelicznych Chrześcijan                   | 279 tys.        | 4,1%             |
| Konwencja Baptystyczna                                 | 81 tys.         | 1,2%             |
| Zielonoświątkowy Kościół Świętości                     | 62 038          | 0,92%            |
| Kościół Metodystyczny (metodyzm)                       | 58 tys.         | 0,86%            |
| Posługa Głębszego Życia Chrześcijańskiego              | 23 tys.         | 0,34%            |
| Kościół Adwentystów Dnia Siódmego                      | 20 708          | 0,31%            |
| Świadkowie Jehowy                                      | 17,6 tys.       | 0,26%            |
| Kościół Zielonoświątkowy (Ghana)                       | 14,4 tys.       | 0,21%            |

- W 2022 roku Zbory Boże w Togo zgłaszają 418,5 tys. wiernych (ok.5%) w 1960 zborach[8],
- W 2022 roku Świadkowie Jehowy zgłaszają 22 500 głosicieli[9]
- W 2022 roku Kościół Jezusa Chrystusa Świętych w Dniach Ostatnich (mormoni) zgłasza 5997 członków (0,07%) w 23 kongregacjach[10].